# Segunda de Zacanguillo
Segunda de Zacanguillo är en ort i Mexiko, tillhörande kommunen Coatepec Harinas i södra delen av delstaten Mexiko. Orten hade 728 invånare vid folkräkningen 2010.